# 郝柏村
郝柏村（1919年8月8日—2020年3月30日），字伯春。中華民國軍事將領、政治人物，生於江苏省盐城县。曾任中国国民党副主席、行政院院长、國防部部長、中華民國陸軍一級上將，曾獲頒卿云勋章、青天白日勳章、雲麾勳章與虎字榮譽旗。
郝柏村畢業于陸軍軍官學校12期砲兵科，於抗日戰爭時擔任國民革命軍基層官兵、參加中國遠征軍開赴緬甸戰場。政府遷臺后，郝柏村在八二三砲戰時擔任小金門陸軍步兵第九師師長，曾赴美國陸軍指參學院留學深造，為國軍留美將領之一。退伍後歷任國防部部長、行政院院長，並曾脫黨參選第九屆中華民國副總統。是繼陳誠以後，第二位曾任參謀總長的行政院院長。向來被稱為「軍人強人」，軍旅生涯達半個世紀，作風嚴厲，也有幽默一面。
郝以反共急先鋒自居，支持三民主义統一中国，晚年在台灣倡導一個中國論點，且多次赴中國大陸參加中共官方活動。但他反对中華人民共和國的政權合法性，并呼籲中共承認國民政府在抗日戰爭的主要領導地位。2017年，以98歲的年齡改信基督新教，並於同年12月31日接受洗禮。
2020年3月30日下午，郝柏村因多重器官衰竭於臺北市內湖三軍總醫院離世，享嵩壽100歲。4月10日，以軍禮安葬五指山國軍示範公墓特勳區。
其長子是中國國民黨籍前臺北市市長郝龍斌。

## 生平

### 早期經歷
1919年8月8日（农历己未年七月十三日），郝柏村出生于江蘇省鹽城縣盐都区尚庄镇（原葛武镇）郝荣村。郝柏村母親是袁珍寶，父亲郝绪龄是独子，自幼娇生惯养，读了很多古书，等到他要考秀才时，科举制度已废，眼见清廷腐败，国运日非，便绝意仕途，守着祖上留下的一百多亩地，在家耕读课子。郝柏村共有兄弟姐妹七人，哥哥和姐姐幼时染天花夭折。弟弟郝柏森曾任贵州遵义市政协副主席，已去世，三个妹妹郝锦春、郝秀春、郝争春，均大学毕业從事教育並已退休。
郝柏村父親對他抱有很大期望，满六歲，父親就送他去郝榮莊西北角的家塾淨土庵内拜族人郝蔭嘏（人稱八先生）為師，讀書識字，幼年在家鄉郝榮村郝荫嘏私塾館、鹽城縣第八區尚莊小學、鹽城實驗小學、鹽城中學就讀。

### 軍旅生涯

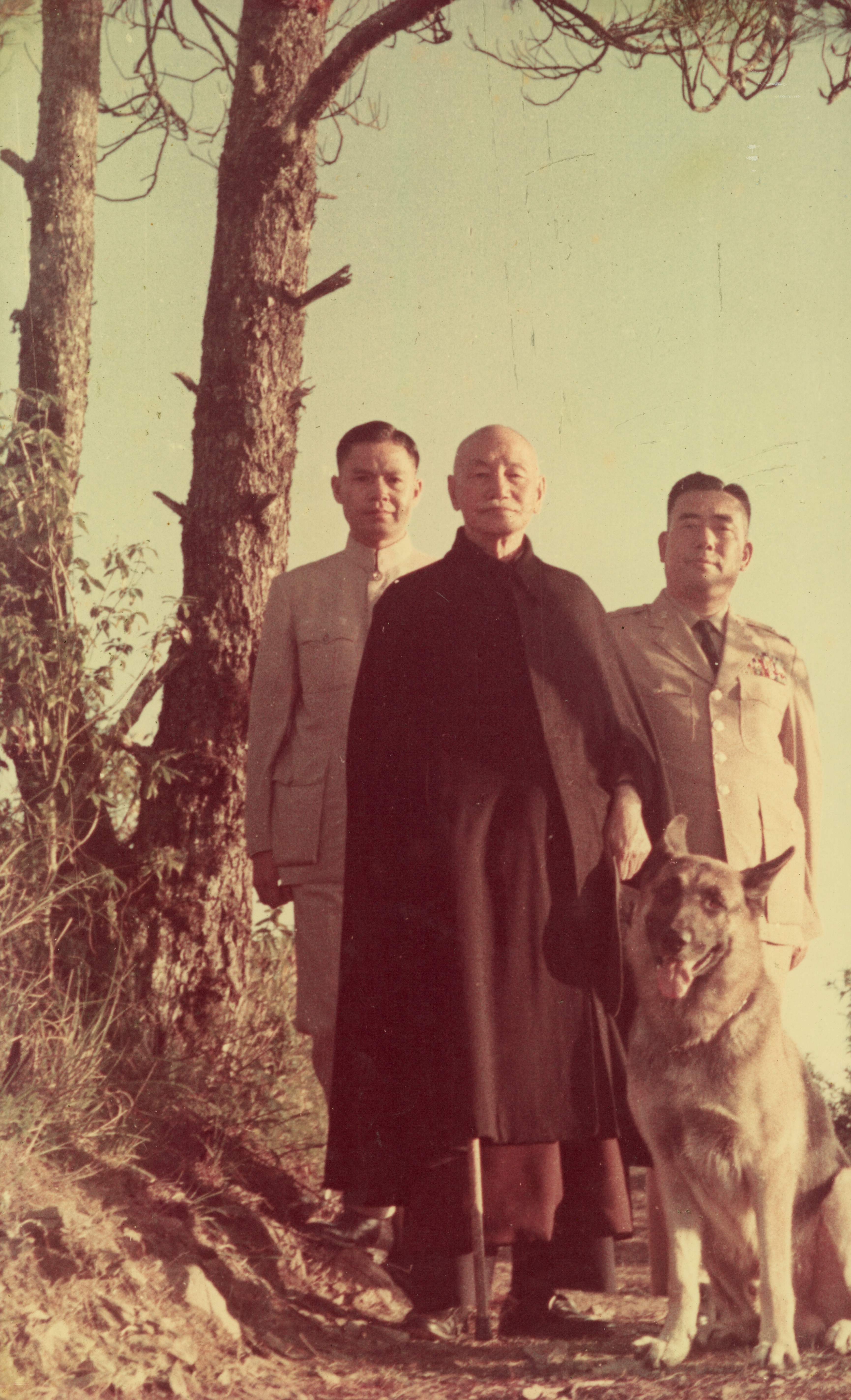
郝柏村（右）擔任總統府侍衛長期間陪同總統蔣中正散步

#### 中央陸軍軍官學校砲兵科
1935年，16歲的郝柏村前往南京報考中央陸軍軍官學校與江蘇省立常州高中，被陸軍官校錄取，入讀第12期砲兵科。1938年1月20日，由於抗戰形勢緊張而提前畢業，分發至河南省寧陵縣的砲兵學校學習蘇聯援助的火砲射擊技術。

#### 參加廣州戰役
1938年參加廣州戰役負傷。1939年國軍發動冬季攻勢時，正任陸軍砲兵第七旅第十四團第二營第五連中尉排長，在廣西省興安縣受訓，隨後調至皖南，負責封鎖長江以阻斷日軍連通武漢的水路補給線。1940年結束砲校學習，分發到陸軍砲兵第七旅第十四團第二營第五連中尉排長、代理連長，駐防在湘桂一帶，隨即調貴州砲校學習。1940年，擔任炮兵第十四團第五連代理連長。
1941年任連長後，在桂林考取在重慶的中央政治學校（即現國立政治大學）外交系，後因太平洋戰爭爆發，未被旅長批准而作罷。

#### 參加中國遠征軍
1942年秋，參加中國遠征軍，任駐印陸軍砲兵第一旅補充團第二營上尉營附、第二營第六連連長。在發動緬北攻勢前，於1943年底調重慶陸軍大學正規班20期受訓。1944年，在重慶陸軍大學第二十期學習結束後，升任炮兵第十四團參謀主任，先後駐防鄭州、徐州。抗戰期間，其父母先後在鹽城老家去世，均未及返鄉。

#### 對日抗戰勝利後
對日抗戰勝利後，1946年5月，從陆军大学毕业，分发至陆军总司令部第三署第二组任中校参谋。1946年8月29任陸軍總司令顾祝同上將随员。后任陸軍砲兵第十二团第二营中校营长。1947年9月随陸軍砲兵第十二团开赴东北。
1950年，郝柏村從香港去台灣，憑個人資歷，在炮校謀得教員職位，兩年後升任炮兵學校總校官。於1949年至1955年間，任國防部參謀總長辦公室上校隨從參謀（時任參謀總長包括：陸軍顧祝同一級上將、空軍周至柔一級上將、海軍桂永清一級上將與陸軍彭孟緝一級上將），期間接受日軍顧問團圓山軍官團的軍官訓練。1954年，在陸軍大學將官短訓班培訓一年後，被分到第三炮兵任上校指揮官。
前陸軍總司令、總統府參軍長孫立人上將曾說：「郝柏村我是有印象的，他很開朗、正直、精明能幹，很有國家民族觀念。在鳳山訓練時成績很好，學科、術科很好，我大部分給他A+，全陸軍只有他一人，那時他是中校吧！」
1955年至1957年間，任陸軍第三軍砲兵指揮部上校指揮官。1958年，升任第九師少將師長兼戰地指揮官，戍守小金門（烈嶼）。1958年八二三砲戰發生時有功，因而獲頒“雲麾勳章”與“虎字榮譽旗”。據稱在1962年國軍預備反攻中國大陸，按計劃郝柏村是第一個出戰的軍長，嗣因美國的反對而未實行。
1963年，在美國陸軍指揮參謀學院中華民國特別班第一期留學，結束後回台出任陸軍第三軍副軍長。1964年，晉升金門防衛部中將副司令。1965年，接替胡璉出任總統府侍衛長。1977年4月，晉升陸軍二級上將，調升國防部副參謀總長。1978年6月，掌陸軍總司令。

#### 國防部參謀總長

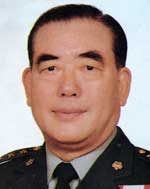
郝柏村一級上將軍裝照

1981年，任國防部參謀總長，晉升為一級上將。12月由中華民國總統蔣經國晉任，在職八年。參謀總長原兩年一任，因種種特殊情況一再延任。是島內擔任此職務任期最長者。
1984年規劃漢光演習，1985年廢除陸軍第一特種兵。1987年5月，奉命調查並處理三七事件。
1988年1月，蔣經國逝世後，以參謀總長的身份發表電視談話，穩定人心。1988年5月，身為參謀總長七年多而權勢如日中天的郝柏村在接受《遠見雜誌》訪問時自稱「覺得目前（與繼任總統李登輝、財經背景的行政院院長俞國華、中國國民黨秘書長李煥）配合協調得還蠻好的」。
黨外政論雜誌《自由時代周刊》創辦人鄭南榕生前常以政論文字抨擊「軍頭郝柏村」的黨軍意識、強人干政、任期一再延長破壞國軍體制而甚遭忌憚。

### 行政院院長

#### 退伍軍人從政

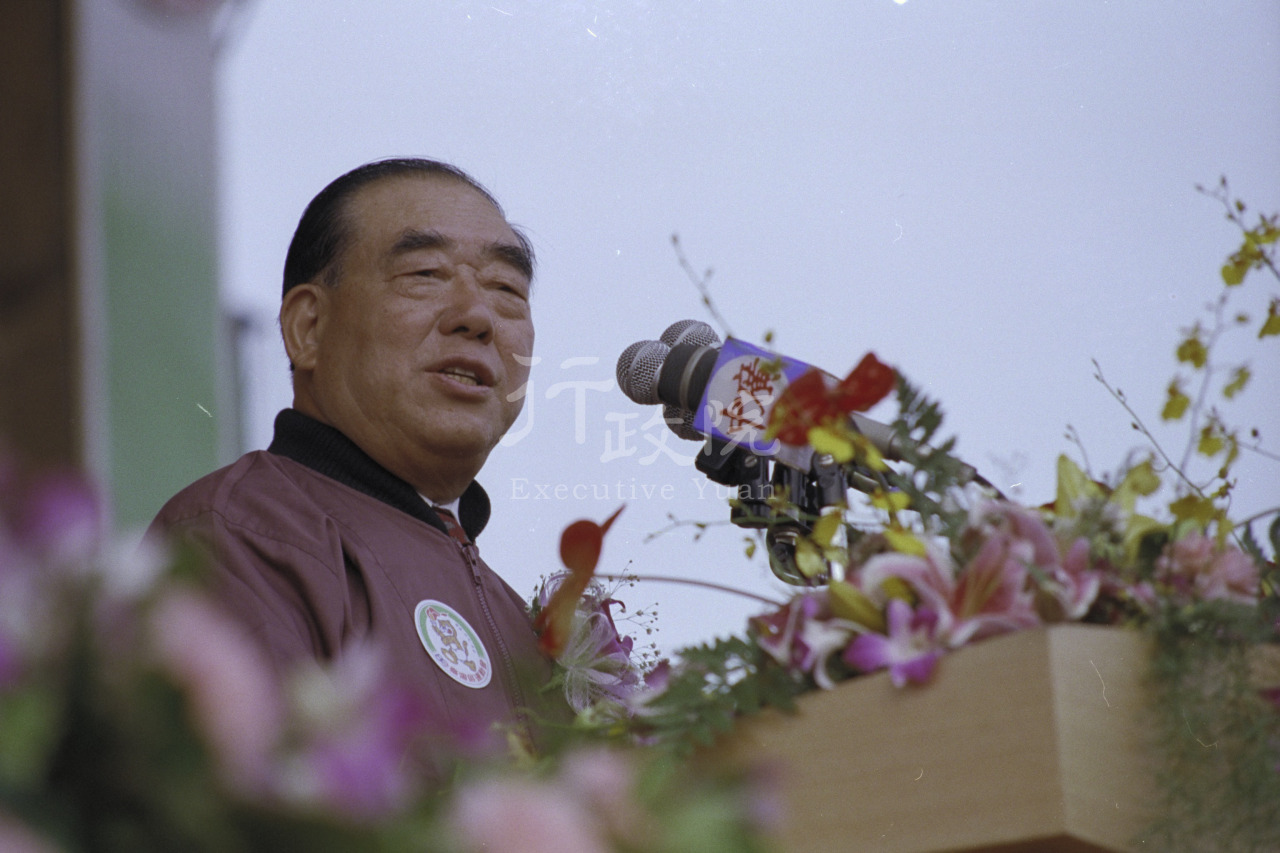
1991年10月26日，第十八屆台灣運動會開幕典禮，郝柏村院長致詞

1988年，時任中華民國副總統李登輝繼任總統。1989年，郝柏村擔任國防部長。1990年5月初，時任行政院院長李煥確定請辭閣揆，而下任閣揆名單紛紛引起外界媒體猜測，5月2日從國民黨內部傳出李登輝將任命郝柏村繼任閣揆。引起部份媒體對其軍人身份的撻伐，例如《首都早報》即在同年5月3日以斗大頭版「幹！反對軍人組閣」為題，而《自立晚報》也在1990年5月3日的社論中，貼出「無言」二字為社論；作家苦苓（王裕仁）也在《自立晚報》的專欄中以「國之將亡，必有XX」為由宣佈「停筆七七四十九天」。1990年5月19日，民主進步黨發起「反軍人干政大遊行」，國民黨回應，郝柏村組閣是軍人從政，而非軍人干政。
在野黨民進黨也揚言退出李登輝總統召開的國是會議。同時國民黨以前美國總統艾森豪也是退伍將領出身的例子反駁，最後在民進黨強烈杯葛下，郝柏村仍獲得以國民黨為多數的立法院表決同意，於6月1日就任，當時稱為「李郝體制」。郝柏村出任行政院長，兼任中國國民黨改革策劃小組副召集人，國家統一委員會副主任委員。
李登輝後來回憶，讓郝柏村出任行政院長，既可以瓦解「李煥與郝柏村的結盟」，使李煥的去職不再被杯葛，且可以讓郝柏村辦理退役、交出軍權，直接接受輿論的洗禮。此外，李登輝亦認為「郝柏村是個願意做事的人」，亦有助於推動國政。
在行政院長任內，郝柏村大力整頓治安，逮捕多名槍擊要犯，並且在民間的民主呼聲下實施了刑法一百條的修訂。在經濟政策方面，提出了六年國建，主張建設「十八個現代生活圈」，以及五輕動工、規劃六輕以及核四的啟動，並主導財稅改革，但其任用的財政部長王建煊旋因推行土地增值稅改革失敗而被迫辭職，而六年國建在後繼者連戰內閣任內因財政支出龐大和部份內容起爭議而日後端賴實際發展有所調整與分年進行。在外交政策上，郝柏村履行李登輝的「務實外交」但對大肆金援保留意見；任內中華民國與諾魯、尼加拉瓜、中非、拉脫維亞、尼日建交或復交，與沙烏地阿拉伯和韓國斷交。
1990年4月2日，民進黨主席黃信介請李登輝總統答應1992年前實施全民健康保險。郝柏村與其繼任者連戰則被認為推動促成了全民健保的實施。
在統獨議題上，郝柏村堅定反對「台獨」為海內外所周知，他在立法院面對立委謝長廷的質詢時曾說：「在任何情況下我都不接受台獨，這是我的良心。」在答覆陳水扁質詢時說：「關於台獨，這個是沒有妥協的餘地，我不敷衍。如果我說可研究，那是敷衍，我絕不敷衍！任何情況，都不能走台獨這條路，政府不能接受，總統也絕不會接受。」并公開表示：「只要沒有國家認同的問題，有一天民進黨執政也沒什麼不可以。」其任內，《國家統一綱領》頒布，《兩岸人民關係條例》制定，國家統一委員會、行政院大陸委員會、財團法人海峽交流基金會相繼設立，舉行九二香港會談。
行政院長郝柏村曾以「任何國家的建設大抵是以中央政府所在地逐漸向其他地區擴展」回應高雄縣市為主以及部分台南縣市、屏東縣的立委多次在立法院表達重北輕南的問題。

#### 蔣仲苓晉升一級上將案
1991年12月，李登輝鑒於總統府參軍長蔣仲苓上將即將屆齡除役，為了能讓蔣仲苓繼續留任，李登輝想將蔣升任一級上將。因為只要升上一級上將，蔣仲苓就沒有屆齡退役的困擾。
時任行政院長郝柏村立即大為反對，原來前總統蔣經國早年任職國防部部長時定下不成文的規矩：凡升一級上將者，必須有重大戰功或曾出任參謀總長才能升為一級上將（例如：郝柏村本人）。當時更有人建議蔣經國升為一級上將，但被蔣經國以未曾出任參謀總長而拒絕。而且，一級上將等同於美軍的五星上將，不能隨便提升。
由於當時憲法規定，行政院為最高行政機關。總統須依法任用官員，依法即內閣首長要副署。郝柏村堅不副署，所以此議擱置。
後來繼郝柏村後出任參謀總長的陳燊齡上將任職屆滿，李登輝不予續任。按照規矩應輪由海軍總司令葉昌桐上將繼任，李登輝卻起用已經半退役的前海軍總司令劉和謙上將。李登輝所持的理由是中華民國海軍當中有人反對，指葉氏與海軍基層嚴重脫節，受郝柏村的陸軍主義影響。而劉和謙則在海軍中輩分高，但在現代戰略上仍不斷與時並進。儘管郝柏村認為李登輝之所以不給葉昌桐繼任，是因為以葉氏是郝柏村的人，但軍事人事命令權歸三軍統帥，郝柏村只有副署。
此時李登輝重提蔣仲苓升一級上將案，郝柏村忍無可忍，決定商請彭孟緝、黃杰、薛岳等總統府戰略顧問助陣，擺明要杯葛到底。雙方關係呈現緊張態勢。最後，當事人蔣仲苓自己出面打圓場，此案暫告落幕。
1992年6月，李登輝要總統府秘書長蔣彥士轉告郝柏村，不久將發表蔣仲苓為一級上將，請郝柏村簽署。郝柏村的反應是不簽署並呈請辭職。李登輝不接受郝柏村辭職。最後蔣仲苓升一級上將案，不得不收回。最後蔣仲苓如期退役，轉任戰略顧問，後來再出任國防部長。而李登輝後來在推動修憲時取消行政院長的副署權亦源於此事。

#### 軍事會議

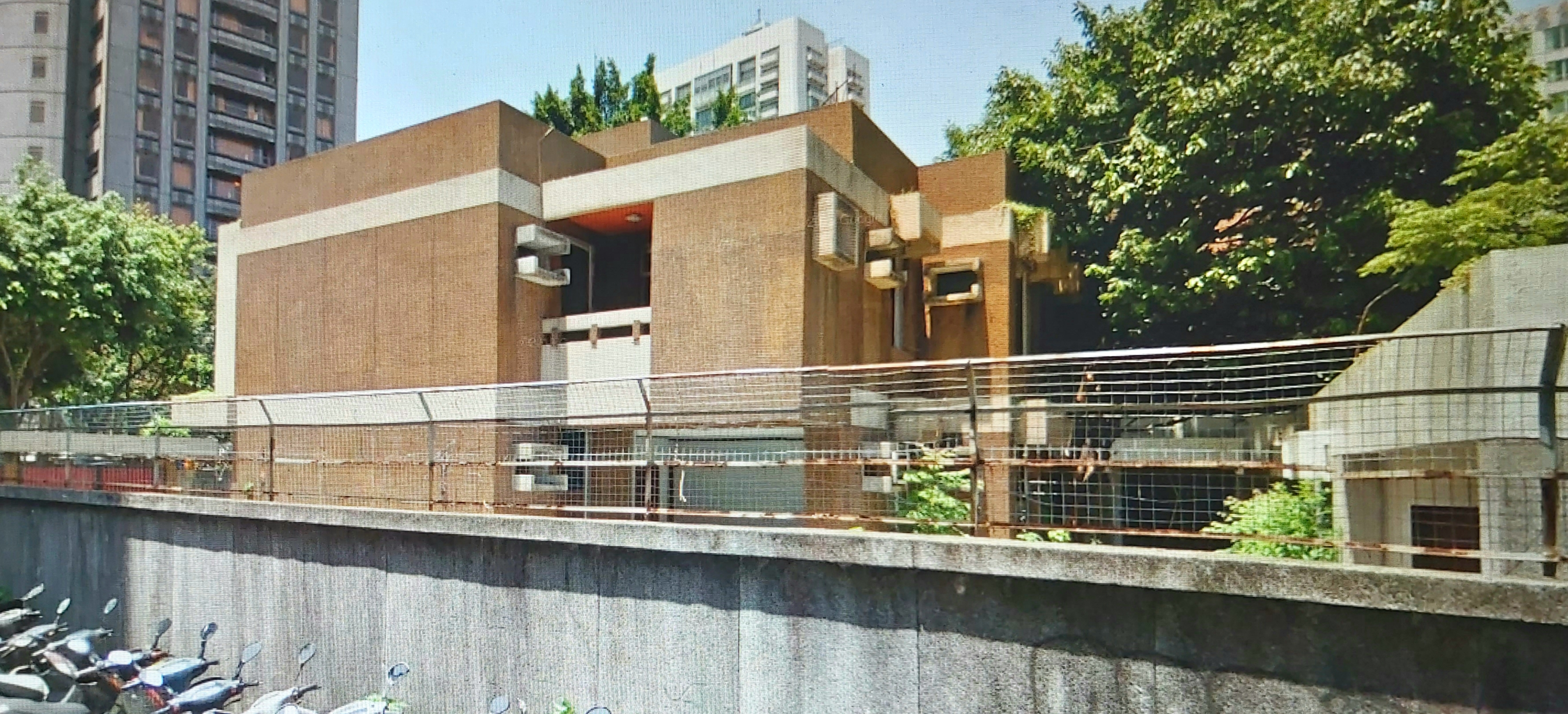
1992年，郝柏村在行政院院長任內經顧祝同夫人顧許文容讓渡取得了顧晚年於臺北市大安區的官舍，在2006年引發軍宅使用爭議。

郝柏村就任行政院長後，多次不顧總統才是三軍統帥而擅自召開軍事會議引發重大爭議。1990年7月，立法委員葉菊蘭率先質詢郝柏村召開「體制外軍事會議」，對此郝柏村起先透過郭天佑對外發言：「這是無中生有、顛倒不實的消息」，國防部軍事發言人也否認郝召開軍事會議。7月23日，郝柏村第七度召開軍事會議，終於引起總統府的反擊。
葉菊蘭於其夫婿鄭南榕為爭取言論自由而自焚當年，在臺北市南區當選立法委員，她揭露並質詢郝柏村紊亂體制、每月在行政院召集參謀總長至軍團司令等高級將領開軍事匯報或會議（卻刻意排除文人國防部長陳履安），破壞軍政軍令分立，侵犯總統的統帥權，民進黨對此大加撻伐。郝柏村的回應是：「這是屬於軍政範圍內的事，國防部長要用多少裝備、多少軍隊、花多少錢，這些事我該知道呀！又不屬於不歸我職權的軍令範圍，我所做所為並沒有逾權啊！」
對此，郝柏村希望向李登輝總統親自解釋，但未得總統府回應。1991年8月9日，總統府例行記者會上，發言人邱進益引述李登輝總統在8月1日接見軍事將領的談話說：「每一個人都應該對國家效忠，這是一個新方向，同時，我們做任何事情不要看人，要看國家。」這一句說話，被郝柏村視為李登輝總統對其警告。最後行政院由否認轉為承認；李登輝也改口：「不要看『人』，要看國家」是指他自己。這一句話，郝柏村本人視為李登輝在背後刺他一刀。
同情郝柏村的人認為葉菊蘭的資料是李登輝總統的辦公室主任蘇志誠所提供。然而李登輝對此否認，認為應是國防部內反郝派系所提供。

#### 支持台塑建六輕
1990年10月20日，郝柏村在行政院院會中指示，認為有環保爭議的第六套輕油裂解廠是「政府核定的重大經建計畫，因此一定要建。國家建設所考量的是整體的利益，不能因一地或一少部分人利益而否決全民利益」。不顧民意反對之六輕建成後出現環保爭議，雖六輕約有六成的產品出口，但二氧化碳的排放量約為台灣的總排放量的1/5，每年產生1萬6000噸的硫氧化物與3340噸的懸浮微粒。

#### 辭職

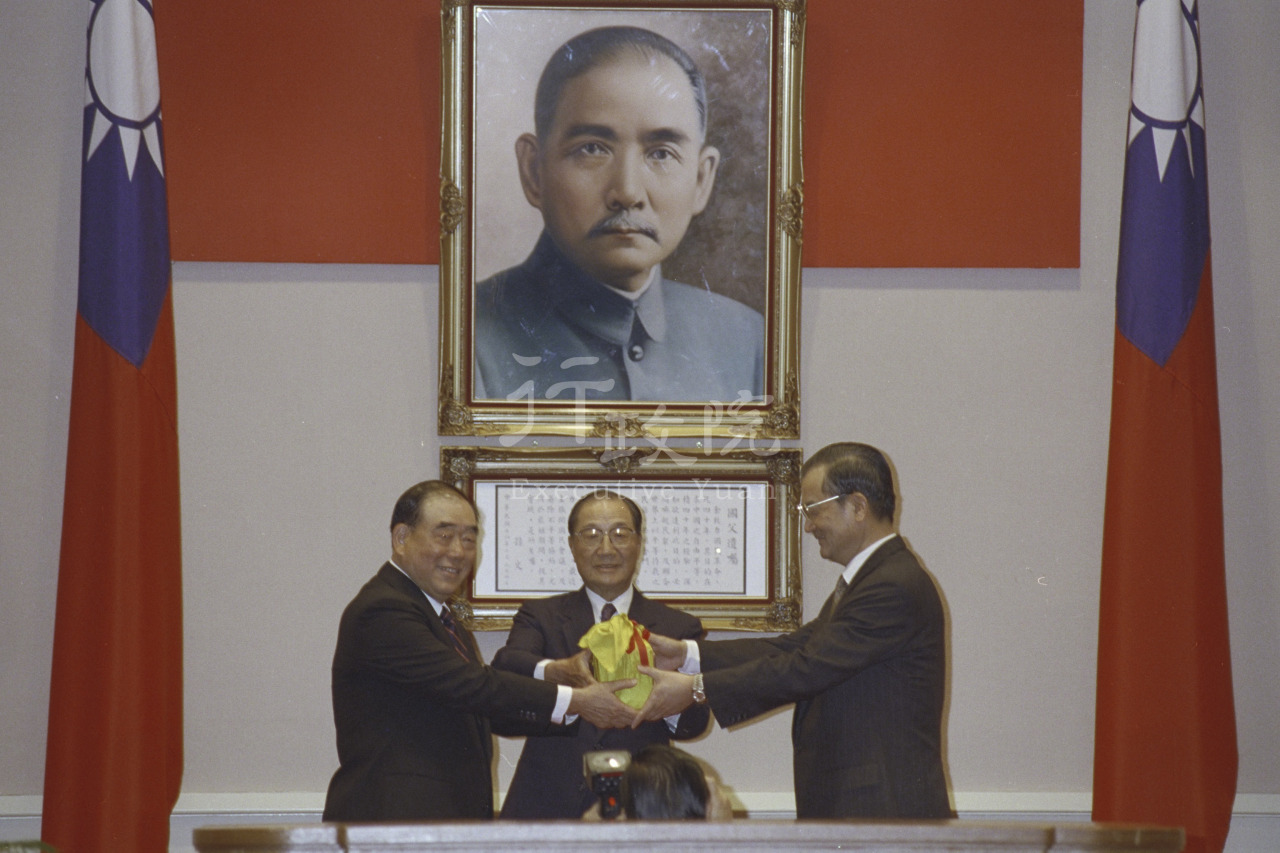
1993年2月27日，行政院新舊任院長連戰及郝柏村交接典禮

郝柏村在行政院長任內以強硬作風著名，被認為是激化朝野對立，不只民進黨反對，連集思會等部分國民黨主流派立委亦有反對意見，只有軍系立委與新國民黨連線支持郝柏村。國防部長陳履安在任內被李登輝總統提名為監察院長，而郝柏村表示自己不知情，「看報紙才知道」。以此事被部分人士視為總統調動閣員不與閣揆商量。
1992年，立法院改選，中國國民黨受到重大挫敗；李登輝以行政院向立法院負責為名迫郝柏村辭職。1992年末，立法院進行全面改選後，第一屆立法委員任期於1993年1月31日結束，總統李登輝以「建立行政院向立法院負責」為由，要求郝柏村辭職，而郝柏村本人堅持由國民黨中常會通過才辭職（象徵以黨領政），雙方相峙不下。
1993年1月30日國民大會臨時會閉幕典禮，李登輝率同五院院長應邀出席發表談話。然而郝柏村一入會場，就遭到民進黨國代與一些國民黨主流派國代大呼郝柏村下台；而國大警衛組人員與聯指部官員居然袖手旁觀，未替郝排除障礙，郝柏村在反制民進黨抗爭下高呼「中華民國萬歲，消滅臺獨」後宣布辭職。當時郝方認為未來立法院開議，若民進黨立委持續抗爭，他可能連立法院大門口都進不去，與其受屈辱，乾脆辭職。郝柏村回到行政院後指示幕僚人員擬就「呈辭信函」，交由新聞局發佈「郝柏村決定請辭」的消息；隨後連戰打破沉默，「願意承擔艱巨」，公開表示組閣意願。郝柏村離職後，被聘為總統府資政，連戰獲李登輝支持出任行政院長。
1993年，郝柏村擔任中國國民黨副主席。8月在國民黨第十四次全國代表大會中，被推舉為國民黨副主席，與副總統李元簇、司法院長林洋港、行政院長連戰並列。

### 退黨參選副總統
1995年，退出中國國民黨，遭中國國民黨開除黨籍。由於與國民黨主席李登輝等「主流派」理念不合，郝與被歸屬「非主流派」的林洋港一起接受連署，退出國民黨。中國國民黨宣布開除郝柏村與林洋港黨籍。1996年，郝柏村與前司法院長林洋港搭檔參選總統選舉，但落選。「林郝配」在新黨奧援下以無黨籍候選人身分參加中華民國第九任正副總統選舉，也是首次直接民選的總統、副總統選舉，獲得一百六十萬票，以14.9%得票率在四組參選人中列第三位，最終落選。

### 退休生涯

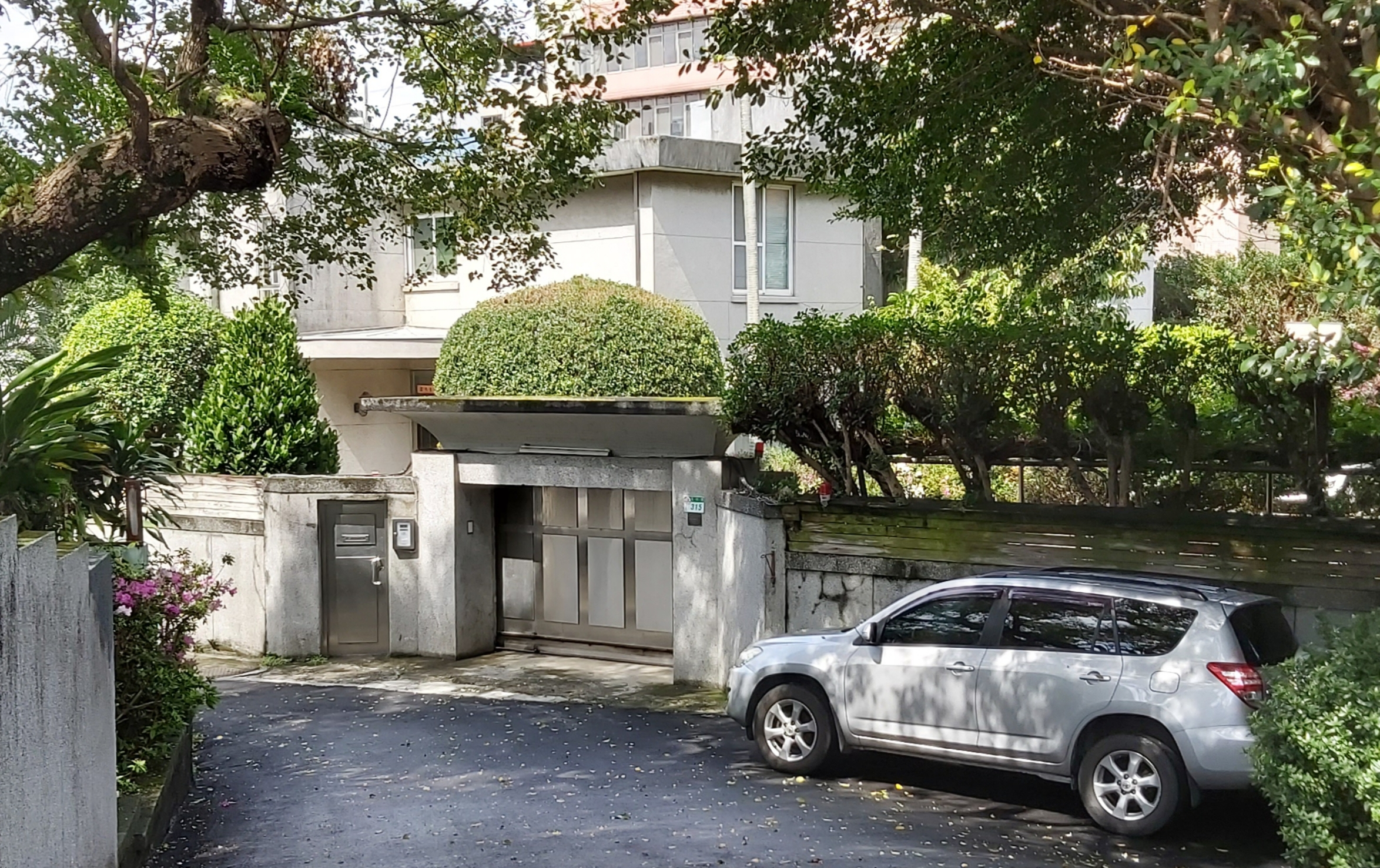
郝柏村晚年位於臺北市士林區的故居，1967年興建。

退休後多次前往中國大陸，到訪北京、山西、河南、上海、江蘇、河南、廣西、湖北、湖南、重慶、雲南等地。1999年4月，郝柏村一家12人從台北經香港飛抵南京，開始他闊別家鄉61年以來首次返鄉祭祖掃墓之行。2014年，率領傅應川、胡筑生、黃炳麟、何世同等退役將領三次前往中國大陸，以「陸軍一級上將、抗戰老兵」的身份走訪華北、華中、華南等多處抗日戰爭紀念館和遺跡。
2005年，中國國民黨主動恢復郝柏村黨籍，2月6日，聘任其為該黨中央評議委員會主席團主席。同年郝完成對蔣中正日記的批註，出版了《郝柏村解讀蔣公八年抗戰日記》、《郝柏村解讀蔣公日記一九四五～一九四九》等書。同年受邀到北京人民大會堂出席中國人民抗日戰爭勝利六十周年紀念大會，並獲頒紀念章中國人民抗日戰爭暨世界反法西斯戰爭勝利60周年重要紀念活動。
2017年12月31日，受洗成為基督新教徒（教派为靈恩派）。2019年8月8日，《郝柏村回憶錄》在郝柏村一百歲生日正日出版。

## 逝世
2019年4月2日，身體左半邊無力，不過意識仍清醒，被緊急送院治療。郝柏村中風送往內湖三軍總醫院急救，因肺部积水导致一直有發燒現象，停留在加護病房住院觀察。
2020年3月30日下午2時47分，郝柏村因年事已高造成多重器官衰竭在內湖三軍總醫院離世，享嵩壽100歲。葬於五指山國軍示範公墓特勳區。總統蔡英文代表政府頒贈其褒揚令，褒揚令全文為：

行政院前院長、陸軍一級上將郝柏村，謇正剛介，瑋異嶔崎。少歲四郊多壘，標志鵬摶，卒業陸軍軍官學校；嗣赴臺美軍事院校高級班深究，兵棋繕甲，錚錚有名。抗戰烽起，歷預廣州、皖南青陽、印緬新平洋等會戰，負弩前驅，應敵匡攘；戡亂禍興，與參豫北、東北遼河、盤古臺等諸役，搴旗奮旅，魯陽回日。復於八二三砲戰中，銜命率部戍守巖疆，身當矢石，槊血滿袖，粉碎赤氛進犯意圖。迭任陸軍總司令、參謀總長暨國防部部長等要職，躬自擘劃漢光演習，厚植現代化防衛體系；推動戰機戎艦國造，開展尖端武器研發，三略六奇，坐揮遙制；運帷謨遠，船驥是託。尤以接掌行政院期間，行施戶警分隸軌度，力促規慮全民健保，解除金馬戰地政務，籌決國建六年計畫，提升公共工程品質，出領虎符，入執廟議；論道經邦，百緒紛陳。曾獲頒一等雲麾暨青天白日勳章等殊榮，丹魄芳烈，燕然山銘。綜觀生平，臨軍門見其亮藎干城，主揆樞則成訏猷懋績，衣冠盛事，貽範今古。遽聞上壽告殂，曷勝軫悼，應予明令褒揚，用示政府崇禮忠勛之至意。

總　　　統　蔡英文　　　　

行政院院長　蘇貞昌　　　　

與其他安葬在特勳區的元首、將領不同，郝柏村的家屬最終並未選擇將褒揚令和墓誌銘鐫刻於墓園上，取而代之的是八二三砲戰過後蔣中正授予郝柏村的四等雲麾勳章證書及蔣對郝柏村留下的勉勵書信。
民間企業及郝柏村之親友、部屬，為感念郝柏村，為其立碑、鑄像以誌念追思，銅像由王英信設計雕製，設立於南投縣草屯鎮獅象山文化園區，並於郝柏村逝世滿一周年之際揭幕。

## 家庭
其妻郭菀華，生於1922年，與郝柏村於1950年結婚，在2018年9月11日逝世。兩人育有五名子女，長子郝龍斌、次子郝海晏、長女郝海雯、次女郝海玲、三女郝海琪。孫子女為郝漢祥、郝漢明。堂哥郝次航，中華民國前任國防部長郭寄嶠上將為其妻四叔。

## 政治立場

### 有关台湾
時任國民黨主席李登輝及郝柏村與李煥、邱創煥等國民黨保守派原先均以「法統」為由主張「委任直選」。但就在3月中旬，國民黨十三全，三中全會召開前夕，總統委任直選制，可能定案出爐之際，李登輝突然以深入基層，了解民間要求公民直選為由，透露政策轉向的訊息。
2014年5月10日，郝柏村出席新同盟會成立二十周年慶祝大會時表示，郝柏村「生為中國國民黨的黨員，死為中國國民黨的黨魂」因此，個人總是以一個傳教士的態度，在任何場合都要為效忠中華民國、捍衛中華民國而奮鬥。郝柏村認為，總統馬英九是個厚道、善良的領導人，或許民眾對他的施政作為不盡滿意，「包括我個人在內」，但不能因為對他不滿就不投國民黨，應把個人對馬總統的不滿意跟投票捍衛中華民國的基本任務切開。另外，郝柏村指責「這次所謂的太陽花學運，不是學運，他們攻占了立法院、行政院，這是政變，這是暴動！把過去60年來建立的民主聲譽，破壞無虞，我個人感覺非常痛心」他在同一場合表示，台灣還不到廢除核能發電的時候。。郝柏村在台北出席抗日戰爭勝利紀念日研討會時表示，台灣最需要的是和平、是經濟的發展，堅持「九二共識」是台灣生存、和平發展的唯一道路。
2014年11月，郝柏村抨擊台北市長候選人柯文哲是台灣「皇民的後裔」，郝柏村認為柯文哲爺爺同李登輝一樣都是皇民，是不是做官並不重要，但當時的皇民在台灣是特權階級。郝此言論引起輿論撻伐。
2016年5月5日，總統馬英九邀集前行政院長郝柏村、毛治國、前國安會秘書長蘇起、胡為真、丁懋時等多位卸任國安首長，登上太平島宣示主權；但4日立法院外交及國防委員會要求郝柏村等人登太平島，政府不能動用預算。對此，郝柏村則透過幕僚表示，「自費很合理」。幕僚也指出，郝柏村卸下公職後，不論到中國大陸、香港或海外其他地區都是自費，不花公家的錢，這次登太平島也不例外。

### 有关中國大陸
1984年，中国共产党组织相关部门和有关人士成立黃埔軍校同學會，郝柏村在同年日記中曾批評為統戰手段。
「中共與英國公布香港協議為大陰謀、大騙局、大統戰。其作用有二：一為對我統戰，妄圖以所謂解決香港模式解決所謂台灣問題；二是使香港人放心，事實上等於西藏協議。」「中共統戰即是攻心，過去、現在、將來都做，國軍官兵必須堅定意志，不受欺騙而時時準備作戰。」（1984）「中共策略在敵人堡壘內部攻下，此即為統戰笑臉妙用。」「重溫中共慣用兩手戰略乃適時之教育。」（1988）
「一樁大陸妻子控告案，在台灣結婚近四十年已做了祖父的老兵鄭元貞在台婚姻竟被法院判決撤銷，這又中了中共企圖以家務打亂社會的陰謀。」（1988）
1989年6月4日，記錄「凌晨共軍對天安門學生展開血腥屠殺，並以戰車輾壓。」並陸續表示「中共以軍力鎮壓民主運動，吾人應立即戒備，今後更進一步支持大陸民主運動。」「大陸爭民主爭自由的全面反共抗暴，誠如經國先生所說亡共在共，今日中共完全倚賴軍隊維持政權。」「中共以槍桿子出政權，現在僅賴槍桿子維持政權絕不能長久。統戰花招被拆穿，對大陸熱及共黨趨溫和幻想為最好教育。」
2013年8月，接受鳳凰衛視《問答神州》專訪時，隨口哼唱前國軍第200師軍歌義勇軍進行曲。2014年，至中国大陆參加七七事变紀念活動。中國中央電視台對郝柏村進行專訪，其中《義勇軍進行曲》清唱部分被中共媒體大肆宣傳及被民主進步黨责為“通敌”，成為兩岸各自新聞焦點，對此郝柏村表示義勇軍進行曲在抗戰時期大街小巷人人都會唱。7月7日，在參訪蘆溝橋時，在中共中央總書記習近平發表「共產黨是抗日戰爭中的中流砥柱」論點後郝柏村除了大聲強調對日抗戰是蔣委員長領導這點歷史不容抹滅外，甚至質問館內嚮導人員共赴國難宣言在哪裡，並且直轟館內完全不提國軍抗戰貢獻，引起館內嚮導人員尷尬，而此舉談話引起海內外媒體高度重視。
2014年7月，郝柏村探访郑州花园口，称1938年国民政府制造的花园口决堤事件是必要战略。
2015年8月底，中华民国前副總統連戰確定將出席9月3日北京的對日抗戰週年大閱兵，先前傳出郝柏村、許歷農也將出席閱兵，27日郝柏村則嚴正澄清，指未接到邀請，也絕不會出席，郝柏村強調，中共所呈現的抗戰史並不正確，八年抗戰是國民黨領導的。郝伯村辦公室27日聲明稿方式指出，郝柏村身為抗戰老兵，對於抗戰歷史有深刻了解；他認為，歷史就是歷史，日前在台北接受BBC中文網採訪時也明確表示：「中國大陸官方在抗戰宣傳上，把國民黨和共產黨相提並論，同稱為抗戰的『中流砥柱』是不公道的說法」、「八年抗戰是蔣委員長一人領導，沒有第二個人」。郝柏村也多次在與老朋友的聚會場合中，明確和許多軍中袍澤表達希望大家勿參加此次閱兵。郝龍斌說，父親和許多退役將領都講過，「你拿中華民國的俸祿就不能去，如果你們站到中共的閱兵台上看閱兵，就應該放棄退休俸」，軍人有武德，「跑到打敗你的那邊，看人家閱兵，這算什麼？」郝柏村並向中共提出五點建議：一、聯合台北、北京、日本與全球二戰歷史學者，根據各方所提資料，公開研討抗戰歷史真相，達成共識；二、重慶為抗戰首都，應在當地建造抗戰紀念館，並恢復抗戰勝利紀功碑；三、重大會戰戰場的核心地點，應建造紀念館，作為地區性的愛國教育基地；四、恢復各地已被拆除的抗戰實景；五、歡迎到台北中正紀念堂，參觀抗戰歷史真相特展，並請批評指教。最後，不同於外界謠傳，郝柏村、許歷農均未赴中國大陸參加中共舉辦的閱兵。
2015年在臺北接受BBC中文網專訪時郝柏村表示，中國大陸官方在抗戰宣傳上把國民黨和共產黨相提並論，把共產黨稱為抗戰的“中流砥柱”是不公道的說法。他還指出，在抗戰中，“毫無疑問，正面戰場是決定性，敵後戰場只是一個補助性的。”而且從比例上來說，“抗戰正面戰場95%，敵後戰場5%”。
2016年8月13日，香港中華能源基金會在香港舉辦「我們中國人的抗戰史：中華民族抗日戰史」論壇；郝柏村在接受媒體採訪時笑稱，到底抗戰是誰領導，看《大公報》就知道：1945年8月《大公報》有一篇社評說「感謝蔣委員長的領導！」郝柏村還說，他從念小學時就開始看《大公報》社評，《大公報》在中國報業當中很有歷史，那時天天看《大公報》。

### 有关两岸
1999年4月3日，與家人經香港轉機回江蘇掃墓時，面對機場嗆聲的民眾，曾說：「我郝某人，一生一世，就是個中國人。我和李大總統不同，他在先總統面前說自己是中國人，如今不說了。我過去說，現在說，將來直到我死，我仍然說，我就是個中國人！沒錯，我半生都在跟老共鬥，現在依然不認同他們。但怎麼看老共是一回事，支不支持統一又是一回事。我生在中國鹽都，學在中國南京，長在中國湘、桂之間，服役在中國臺灣省，我一輩子沒離開過自己的祖國，我不願意到死的時候，卻躺在另一個所謂國家的土地上！今日，我回家去探望桑梓故土，這是我，一個中國人最基本的自由與權利。那些嗆聲的人，他們連祖宗都不認了，我有什麼理由在乎他們？」
郝柏村於2014年9月3日提出台灣前途由中國人決定，表示「台灣的前途就是中華民國的前途，中華民國的前途由『全體中國人』來決定。」
2015年12月20日，郝柏村投書聯合報《棄獨不武緩統與九二共識》，文中「兩岸關係的框架，其實在一九七二年，由美國和中共兩個強權所決定的」在刊登時被修改為「兩岸關係的框架，其實在一九七二年，由美中兩個強權所決定的」。次日，郝柏村去函聯合報澄清，稱「本人一生都在保衛中華民國，從未視中共為中國，耿耿此心，敬請明鑒」。
2019年8月8日，郝柏村於100歲生日當天在台北發表回憶錄；他在書中寫到，台灣人不認同中華民族，必將帶來無窮災害，「最令我憂心」；他並仿詩人陸游詩作：「保台反獨絕非空，但悲不見中華同；兩岸和平統一日，家祭毋忘告乃翁。」

## 评价
中華人民共和國国台办發言人朱鳳蓮2020年3月30日應詢表示，我們对郝柏村先生不幸辞世表示深切哀悼，對親屬表示誠摯慰問。郝柏村先生民族情怀深厚，坚决反对“台独”，致力国家统一，为推动海峽兩岸關係发展贡献良多，赢得两岸同胞广泛赞誉和敬重。朱鳳蓮表示，斯人雖逝，风范长存。
中國國民黨主席江啟臣表示，郝前副主席戎马一生、公忠体国，个性刚毅不屈，於国家认同上不偏不倚，是值得全党效法的模范，除了对家属致上最高的慰问，中国国民党也将全力协助郝前副主席的身后治丧事宜。郝前副主席见证了中華民國百年歷史，一生担任过无数国家及本党要职，亲身参与保卫台湾、建设台湾，对国家民族有卓越贡献，中国国民党将永远缅怀「郝伯伯」传奇的一生。
新加坡总理李显龙在其脸书发文悼念郝柏村，赞扬他对台湾、两岸关系和星台關係做出许多贡献，并称他将被铭记为“新加坡的好朋友（dear friend）”。
與郝柏村多年敵對的前民進黨主席施明德，稱讚郝柏村反共，是「真正的中華民國派將軍」，對其保衛台海安全極為讚許。
與郝柏村有數十年恩怨的李登輝身體微恙，其辦公室主任王燕軍表示，郝柏村算得上一代名將，可說福壽雙全。
中華民國總統蔡英文於八二三炮戰周年紀念會上，對郝柏村授予褒揚令，表彰郝柏村一生的豐功偉業。
與郝柏村有數十年交情，同樣和郝柏村出生在江蘇的佛光山開山宗長星雲大師，稱讚郝柏村是他一生中最敬佩的大將軍。

## 荣誉

### 中华民国勋章奖章
- 一等卿云勋章（1993年2月26日于台北总统府颁授[84]）

## 著作
- 王力行編：《郝總長日記中的經國先生晚年》（台北：天下文化，1995）
- 《八年參謀總長日記》（台北：天下文化，1999）
- 《蔣公日記1945 ~ 1949：從巔峰到谷底的五年》（台北：天下文化，2010）
- 《郝柏村解讀蔣公日記一九四五 ~ 一九四九》（台北：天下文化，2011）
- 《郝柏村解讀蔣公八年抗戰日記》（台北：天下文化，2013）
- 《郝柏村重返抗日戰場》（台北：天下文化，2015）
- 《郝柏村回憶錄》（台北：天下文化，2019）
- 《血淚與榮耀：郝柏村還原全面抗戰真相(1937-1945) 》（台北：天下文化，2019）

## 艺术形象
| 年分 | 作品        | 演員   | 角色名               |
| ---- | ----------- | ------ | -------------------- |
| 2019 | 幻術 (電影) | 程政鈞 | 郝柏村               |
| 2020 | 国际桥牌社  | 林在培 | 楚长青（影射郝柏村） |

### 引用
1. 1 2 3  郝柏村.  第一版. 遠見天下文化. 2019-08-08  [2020-04-21]. ISBN 9789864796762. （原始内容存档于2020-07-26）. 一九一九年夏天，我家正在休葺房子，八月八日（農曆七月十三日）新屋落成，當晚子時我便誕生，可謂雙喜臨門。
2. 1 2 3 4 5 6 7 8 9 10 11 12 13 14 15 16 17 18 19  . 《大公報》 (香港: 大公報（香港）). 2020-03-31: A11.
3. 1 2 3  . 《大公報》 (香港: 大公報（香港）). 2020-03-31: A11.
4. 1 2  . 蘋果日報. 2020-03-30  [2020-03-30]. （原始内容存档于2020-04-11）.
5. 1 2  余祥. 蘇龍麒 , 编. . 中央通訊社. 2020-03-30  [2020-03-30]. （原始内容存档于2020-03-30）.
6. ↑  王韋婷.郝柏村安葬五指山 國防部一級上將之禮送別(影音) （页面存档备份，存于）.Rti 中央廣播電臺.2020-04-10
7. ↑  郝柏村口述、傅應川等筆記，郝柏村重返抗日戰場，台北：遠見天下文化，2015年6月，頁202
8. ↑  郝柏村口述、傅應川等筆記，郝柏村重返抗日戰場，台北：遠見天下文化，2015年6月，頁265、頁267
9. ↑  張作錦、王力行主編，我們生命裡的七七：從蘆溝橋到中日八年抗戰，台北：天下文化，2014年6月
10. 1 2  . 行政院全球資訊網.   [2014-07-08]. （原始内容存档于2017-09-09）.
11. ↑  中央日報，《歷史不能誤導　真相不能扭曲─專訪前行政院長郝柏村》。但在郝柏村任職一覽中，並無總統侍從任職
12. ↑  劉超榮，怒潮澎湃：前陸軍226師師長劉超榮回憶錄，知兵堂出版社，2012年8月，頁173
13. ↑  郝柏村，《不懼》，台北：五四書店，1995年，頁460
14. 1 2 3 4 5 6  . 《大公報》 (香港: 大公報（香港）). 2020-03-31: A11.
15. ↑  郝柏村，《八年參謀總長日記》 （页面存档备份，存于），2000，天下遠見文化出版
16. ↑  鄭南榕, 黨軍有強人，民主看不見－－從郝柏村接受「遠見」訪問談起 的存檔，存档日期2014-11-08., 《自由時代周刊》，第225期, 1988年05月21日
17. ↑  鄭南榕, 奮起，莫讓軍方成為最後仲裁者 （页面存档备份，存于） date=2018年1月, 《自由時代周刊》，第237期, 1988年08月13日
18. ↑  鄭南榕, 消滅軍人干政 的存檔，存档日期2014-11-08., 《自由時代周刊》，第248期, 1988年10月29日
19. ↑  國民黨眼中的鄭南榕 的存檔，存档日期2014-11-08., 《民主時代周刊》20期，1986.06.16
20. ↑  1990年8月27日 《首都早報》走入歷史 （页面存档备份，存于）, 公視新聞議題中心, 2010/08/27
21. ↑  戰後臺灣歷史年表 1990/5/2 （页面存档备份，存于）, 台灣研究網路化, 中央研究院
22. ↑  戰後臺灣歷史年表 1990/5/2-3 （页面存档备份，存于）, 台灣研究網路化, 中央研究院
23. ↑  戰後臺灣歷史年表 1990/5/6-8 （页面存档备份，存于）, 台灣研究網路化, 中央研究院
24. ↑  戰後臺灣歷史年表 1990/5/11 （页面存档备份，存于）, 台灣研究網路化, 中央研究院
25. ↑  鄒景雯，李登輝執政告白錄，台北：印刻，2001年，頁93
26. ↑  鍾祖豪. . 聯合晚報. 1990-04-03.
27. ↑  陳弘美. . 中時新聞網. 2020-03-30  [2021-05-12]. （原始内容存档于2021-05-18）.
28. ↑  王力行，《無愧——郝柏村的政治之旅》，頁27、頁275、頁360
29. ↑  李晏甄. 指導教授：苗廷威.  (PDF). 臺灣博碩士論文知識加值系統、國立政治大學. 2011-01  [2017-12-23]. （原始内容存档 (PDF)于2017-12-24） （中文）.
30. ↑  綜合報導. . 自由時報. 2015-12-08.
31. ↑  張友驊，《李登輝兵法－李、郝軍權爭霸戰》,新高地. 1992年。頁281。
32. ↑  立法院提案紀錄 （页面存档备份，存于）, 1991
33. ↑  女人半邊天--葉菊蘭 （页面存档备份，存于）, 財團法人彭明敏文教基金會
34. ↑  陳定南, 鄭南榕與我 的存檔，存档日期2014-01-16., 3/17/92
35. ↑  《梁肅戎先生訪談錄》, 國史館
36. ↑  張友驊，《李登輝兵法－李、郝軍權爭霸戰》,新高地. 1992年。頁283。
37. ↑  鄒景雯訪問，《李登輝執政告白實錄》,印刻出版. 2001年05月。頁96。
38. ↑  . 商業周刊. 2010-06-28, (1179)  [2011-12-18]. （原始内容存档于2010-07-31）.
39. 1 2  張友驊，《李登輝軍權革命》,新高地. 1994年6月初版二刷。頁102。
40. ↑  郝柏村口述、傅應川等筆記，郝柏村重返抗日戰場，台北：遠見天下文化，2015年6月
41. ↑  .   [2020-04-03]. （原始内容存档于2020-04-11）.
42. ↑  溫貴香. 楊玫寧 , 编. . 中央通訊社. 2020-08-22  [2020-08-22]. （原始内容存档于2020-08-23）.
43. ↑  賴香珊. . 聯合報. 2021-03-28  [2021-05-29]. （原始内容存档于2021-10-01） （中文（臺灣））.
44. ↑  【獨家】郝柏村日前才慶百歲　結縭68載妻病逝享壽97歲 | 台灣蘋果日報 （页面存档备份，存于）台灣蘋果日報發佈日期：2018年9月12日
45. ↑  .   [2014-05-10]. （原始内容存档于2014-05-12）.
46. ↑  .   [2014-05-10]. （原始内容存档于2014-05-12）.
47. ↑  .   [2014-11-15]. （原始内容存档于2014-11-15）.
48. ↑  .   [2015-12-10]. （原始内容存档于2015-12-11）.
49. ↑  .   [2015-12-10]. （原始内容存档于2015-12-11）.
50. ↑  .   [2015-12-10]. （原始内容存档于2015-12-11）.
51. 1 2  .   [2015-11-27]. （原始内容存档于2015-12-08）.
52. ↑  郝柏村《八年參謀總長日記 上》1984年：「中共大搞統戰成立所謂黃埔同學會，可笑可恥，我黃埔子弟不會上當。」，2000，頁559
53. ↑  郝柏村，《八年參謀總長日記》，2000，頁564, 616, 1291, 1312
54. ↑  郝柏村，《八年參謀總長日記》，2000，頁1405-6
55. ↑  郝柏村，《八年參謀總長日記》，2000，頁1474-6
56. ↑  .   [2014-07-08]. （原始内容存档于2014-07-07）.
57. ↑  . 自由時報. 2014-07-08  [2014-07-08]. （原始内容存档于2014-07-10）.
58. ↑  . 今日新聞. 2014-07-08  [2014-07-09]. （原始内容存档于2014-07-13）.
59. ↑  . 蘋果日報. 2014-07-07  [2014-07-09]. （原始内容存档于2014-07-09）.
60. ↑  . 自由時報. 2014-07-08  [2014-07-09]. （原始内容存档于2014-07-09）.
61. ↑  .   [2014-07-09]. （原始内容存档于2014-07-13）.
62. ↑  林克倫. . 聯合報. 2014-07-08  [2014-07-08]. （原始内容存档于2014-07-12）.
63. ↑  .   [2014-07-09]. （原始内容存档于2014-07-09）.
64. ↑  .   [2014-07-09]. （原始内容存档于2014-07-14）.
65. ↑  .   [2014-07-09]. （原始内容存档于2014-07-14）.
66. ↑  .   [2014-07-09]. （原始内容存档于2014-07-09）.
67. ↑  .   [2014-07-09]. （原始内容存档于2014-07-14）.
68. ↑  . ETtoday新聞雲.   [2014-07-09]. （原始内容存档于2014-07-09）.
69. ↑  .   [2020-04-02]. （原始内容存档于2014-07-20）.
70. ↑  .   [2015-08-30]. （原始内容存档于2015-08-31）.
71. ↑  .   [2015-09-08]. （原始内容存档于2016-03-04）.
72. ↑  《被遺忘的黑歷史》
73. ↑  .   [2014-09-04]. （原始内容存档于2014-09-04）.
74. ↑  郝柏村，〈棄獨不武緩統與九二共識〉，聯合新聞網，http://udn.com/news/story/7339/1389085 （页面存档备份，存于）
75. ↑  郝柏村，〈中共非中國〉，聯合新聞網，http://udn.com/news/story/7339/1392955 （页面存档备份，存于）
76. ↑  国台办新闻网. . 2020年3月30日  [2020年4月1日]. （原始内容存档于2020年4月11日）.
77. ↑  . 2020年3月30日  [2020年4月1日]. （原始内容存档于2020年4月11日）.
78. ↑  . www.ettoday.net.   [2020-04-03]. （原始内容存档于2020-04-11） （中文（繁體））.
79. ↑  陈婧. . 联合早报. 2020-04-03  [2020-04-03]. （原始内容存档于2020-04-03） （中文（新加坡））.
80. ↑  .   [2020-08-17]. （原始内容存档于2020-04-03）.
81. ↑  .   [2020-08-17]. （原始内容存档于2021-10-01）.
82. ↑  星雲大師、郝柏村敘舊　惺惺相惜
83. ↑  . 中华民国总统府. 1993-02-26  [2021-08-25]. （原始内容存档于2021-10-01）.